# Falska miljonären
A Falska miljonären (Hamis milliomosok) egy svéd-francia vígjáték 1931-ből, amelyet Paul Merzbach rendezett. A főszerepben Fridolf Rhudin és Zarah Leander láthatók.

## Cselekmény
Fridolf F Johnson svéd-amerikai milliomos az Amerikabåten fedélzetén Göteborg felé tart. A tengeren egy újságíró repülővel érkezik a hajóra, hogy interjút készítsen Johnsonnal, aki ezt visszautasítja. A milliomos identitást vált titkárnőjével, ami előre nem látható bonyodalmakhoz vezet.

## A filmről
A filmet 1931. október 26-án mutatták be, és több alkalommal is bemutatták az SVT-n. A történet Maurice Castellains 1931-ben írt Le jeux de l'humour et du hasard című elbeszélésén alapszik. A film svéd változatával egy időben egy francia változatot is forgattak francia színészekkel a főszerepekben, címe Mon coeur et ses millions.

## Zenék a filmben
- Blicken är kvinnans invit (Ögon som ljuga och le), zeneszerző Henry Verdun, szöveg SS Wilson, ének Zarah Leander
- Ich küsse Ihre Hand, Madame (Jag kysser Eder hand, Madame), zeneszerző Ralph Erwin, német szöveg Fritz Rotter, svéd szöveg 1928 Gösta Stevens, svéd szöveg 1948 Ninita, dal Fridolf Rhudin
- Älvsborgsvisan (Ny Elfsborgsvisa/Den blomsterprydda gondolen gled), zeneszerző August Wilhelm Thorsson, dal Fridolf Rhudin
- Still ruht der See (Lugn hvilar sjön), zeneszerző és szöveg Heinrich Pfeil, instrumentális
- Finns det nå'n som heter Greta?, zeneszerző Otto Herrman, szöveg Svante Lundh, instrumentális
- A sevillai borbély. Nyitány, zeneszerző Gioachino Rossini, instrumentális
- Burlesque, zeneszerző Hans May, instrumentális
- Desto vackrare blir jag, zeneszerző Jules Sylvain, szöveg Karl Gerhard, instrumentális
- De' sörjer Jonsson för, zeneszerző Helan, szöveg Fritz Gustaf, instrumentális
- Sluta när det smakar som bäst, zeneszerző John Kåhrman, szöveg Ragnar Widestedt, instrumentális
- Le tango de Paris, zeneszerző Henry Verdun, instrumentális
- Szentivánéji álom. Esküvői menet, zeneszerző Felix Mendelssohn Bartholdy, instrumentális

## DVD
A filmet 2017-ben kiadták DVD-n.

## Fordítás
Ez a szócikk részben vagy egészben  a   Falska miljonären című svéd Wikipédia-szócikk ezen változatának fordításán alapul.  Az eredeti cikk szerkesztőit annak laptörténete sorolja fel. Ez a jelzés csupán a megfogalmazás eredetét és a szerzői jogokat jelzi, nem szolgál a cikkben szereplő információk forrásmegjelöléseként.